# Angianthus acrohyalinus
Angianthus acrohyalinus là một loài thực vật có hoa trong họ Cúc. Loài này được Morrison mô tả khoa học đầu tiên năm 1912.